# Mason Crosby
Mason Walker Crosby (* 3. September 1984 in Lubbock, Texas) ist ein ehemaliger US-amerikanischer American-Football-Spieler auf der Position des Placekickers in der National Football League (NFL). Er spielte College Football für die University of Colorado und stand von 2007 bis 2022 bei den Green Bay Packers unter Vertrag. Zuletzt spielte Crosby für die New York Giants.

## College
Crosby schrieb sich an der University of Colorado Boulder ein und spielte dort für die Colorado Buffaloes von 2003 bis 2006. An der Universität zeigte Crosby erstmals die Stärke in seinen Beinen und konnte 2004 ein 60 Yard Field Goal gegen Iowa State erzielen. In seiner College-Laufbahn konnte er 66 seiner 88 Field-Goal-Versuche verwandeln.

## NFL
Mason Crosby wurde 2007 an 193. Stelle in der sechsten Runde des NFL Drafts 2007 von den Green Bay Packers ausgewählt. In seinem ersten Spiel für die Packers, einem Preseason-Spiel bei den Pittsburgh Steelers, konnte Crosby ein 52-Yards-Field-Goal erzielen. Dieses war der weiteste erfolgreiche Versuch auf dem Heinz Field in Pittsburgh.  Crosby war der erste Spieler in der NFL-Geschichte, welcher ein 50-Yards-Field-Goal und ein spielentscheidendes Field Goal mit weniger als einer Minute Restspielzeit in seinem NFL-Debüt erzielt hat. Crosby wurde als erster Spieler in einem Debütspiel in der Eröffnungswoche als „NFC Special Teams Player of the Week“ ausgezeichnet. 2010 gewann Crosby mit den Packers den Super Bowl XLV gegen die Pittsburgh Steelers.
Nach der Saison 2022 verlängerten die Packers den Vertrag mit Crosby nicht und ersetzten ihn durch Rookie Anders Carlson. Am 6. Dezember 2023 nahmen die Los Angeles Rams Crosby für ihren Practice Squad unter Vertrag. Nach einer Woche wurde er wieder entlassen, nachdem der etatmäßige Kicker Lucas Havrisik ein gutes Spiel gezeigt hatte. Am 22. Dezember 2023 nahmen die New York Giants Crosby nach mehreren Ausfällen anderer Kicker unter Vertrag. Er kam in drei Spielen für die Giants zum Einsatz.
Nachdem er in der Saison 2024 nicht gespielt hatte, gab Crosby im Februar 2025 sein Karriereende bekannt.

## Persönliches
Mason Crosby ist seit dem 28. Juni 2008 mit seiner Frau Molly verheiratet. Das Paar hat zwei Kinder, einen Sohn und eine Tochter.

## Statistiken
| Legende | Legende            |
| ------- | ------------------ |
|         | Super-Bowl-Sieg    |
|         | Führt die Liga an  |
| Bold    | Karriere-Bestmarke |

### Hauptrunde
| Saison   | Team     | Spiele | Field Goals | Field Goals | Field Goals | Field Goals | Extra Points | Extra Points | Extra Points | Scoring |
| Saison   | Team     | Spiele | FGA         | FGM         | Lng         | FG%         | XPA          | XPM          | XP%          | Punkte  |
| -------- | -------- | ------ | ----------- | ----------- | ----------- | ----------- | ------------ | ------------ | ------------ | ------- |
| 2007     | GNB      | 16     | 39          | 31          | 53          | .795        | 48           | 48           | 1.000        | 141     |
| 2008     | GNB      | 16     | 34          | 27          | 53          | .794        | 46           | 46           | 1.000        | 127     |
| 2009     | GNB      | 16     | 36          | 27          | 52          | .750        | 49           | 48           | .980         | 129     |
| 2010     | GNB      | 16     | 28          | 22          | 56          | .786        | 46           | 46           | 1.000        | 112     |
| 2011     | GNB      | 16     | 28          | 24          | 58          | .857        | 69           | 68           | .986         | 140     |
| 2012     | GNB      | 16     | 33          | 21          | 54          | .636        | 50           | 50           | 1.000        | 113     |
| 2013     | GNB      | 16     | 37          | 33          | 57          | .892        | 42           | 42           | 1.000        | 141     |
| 2014     | GNB      | 16     | 33          | 27          | 55          | .818        | 55           | 53           | .964         | 134     |
| 2015     | GNB      | 16     | 28          | 24          | 56          | .857        | 36           | 36           | 1.000        | 108     |
| 2016     | GNB      | 16     | 30          | 26          | 53          | .867        | 47           | 44           | .936         | 122     |
| 2017     | GNB      | 16     | 19          | 15          | 50          | .789        | 35           | 33           | .943         | 78      |
| 2018     | GNB      | 16     | 37          | 30          | 53          | .811        | 36           | 34           | .944         | 124     |
| 2019     | GNB      | 16     | 24          | 22          | 54          | .917        | 41           | 40           | .976         | 106     |
| 2020     | GNB      | 16     | 16          | 16          | 57          | 1.000       | 63           | 59           | .937         | 107     |
| 2021     | GNB      | 17     | 34          | 25          | 54          | .735        | 51           | 49           | .961         | 124     |
| 2022     | GNB      | 17     | 29          | 24          | 56          | .862        | 39           | 37           | .949         | 112     |
| 2023     | NYG      | 3      | 7           | 5           | 52          | .714        | 7            | 6            | .857         | 21      |
| Karriere | Karriere | 261    | 492         | 400         | 58          | .813        | 760          | 739          | .972         | 1.939   |

### Playoffs
| Saison   | Team     | Spiele | Field Goals | Field Goals | Field Goals | Field Goals | Extra Points | Extra Points | Extra Points | Scoring |
| Saison   | Team     | Spiele | FGA         | FGM         | Lng         | FG%         | XPA          | XPM          | XP%          | Punkte  |
| -------- | -------- | ------ | ----------- | ----------- | ----------- | ----------- | ------------ | ------------ | ------------ | ------- |
| 2007     | GNB      | 2      | 2           | 2           | 37          | 1.000       | 8            | 8            | 1.000        | 14      |
| 2009     | GNB      | 1      | 2           | 1           | 20          | .500        | 6            | 6            | 1.000        | 9       |
| 2010     | GNB      | 4      | 4           | 3           | 43          | .750        | 16           | 16           | 1.000        | 25      |
| 2011     | GNB      | 1      | 2           | 1           | 47          | .500        | 2            | 2            | 1.000        | 8       |
| 2012     | GNB      | 2      | 2           | 2           | 31          | 1.000       | 7            | 7            | 1.000        | 13      |
| 2013     | GNB      | 1      | 2           | 2           | 34          | 1.000       | 2            | 2            | 1.000        | 13      |
| 2014     | GNB      | 2      | 7           | 7           | 48          | 1.000       | 3            | 3            | 1.000        | 24      |
| 2015     | GNB      | 2      | 4           | 4           | 43          | 1.000       | 5            | 5            | 1.000        | 17      |
| 2016     | GNB      | 3      | 4           | 3           | 56          | .750        | 10           | 10           | 1.000        | 19      |
| 2019     | GNB      | 2      | 0           | 0           | –           | –           | 6            | 6            | 1.000        | 6       |
| 2020     | GNB      | 2      | 4           | 4           | 39          | 1.000       | 4            | 4            | 1.000        | 16      |
| 2021     | GNB      | 1      | 2           | 1           | 33          | .500        | 1            | 1            | 1.000        | 4       |
| Karriere | Karriere | 23     | 35          | 31          | 56          | .886        | 70           | 70           | 1.000        | 163     |

„Führt die Liga an“ wird bei der Kategorie XP% nicht angezeigt, da es jedes Jahr mehrere Spieler mit 100 % gibt.